# Joseph Losey
Joseph Walton Losey (14 ianuarie 1909 – 22 iunie 1984) a fost un regizor de teatru și de film american, născut în Wisconsin. După ce a studiat în Germania cu Bertolt Brecht, Losey s-a întors în SUA, lucrând la Hollywood. În anii 1950 Losey a fost trecut pe lista neagră în SUA și s-a mutat în Europa, unde și-a realizat filmele ulterioare, mai ales în Marea Britanie.

## Filmografie (regizor)
- 1939 Petre Oleum and His Cousins (short. Music by Hanns Eisler)
- 1941 Youth Gets a Break (short)
- 1941 A Child Went Forth (short. Music by Hanns Eisler)
- 1945 A Gun in His Hand (short)
- 1947 Leben des Galilei (short)
- 1948 The Boy with Green Hair
- 1950 The Lawless
- 1951 The Prowler
- 1951 M
- 1951 The Big Night
- 1951 Imbarco a mezzanotte
- 1954 The Sleeping Tiger
- 1955 A Man on the Beach
- 1956 The Intimate Stranger
- 1957 Time Without Pity
- 1958 The Gypsy and the Gentleman
- 1959 Blind Date
- 1959 First on the Road (short)
- 1960 The Criminal
- 1962 Eva
- 1963 The Damned
- 1963 The Servant
- 1964 King & Country
- 1966 Modesty Blaise
- 1967 Accidentul (Accident)
- 1968 Secret Ceremony
- 1968 Boom!
- 1970 Figures in a Landscape
- 1971 Mesagerul (The Go-Between)
- 1972 Asasinarea lui Trotsky (The Assassination of Trotsky)
- 1973 Casa păpușilor (A Doll's House)
- 1975 The Romantic Englishwoman
- 1975 Galileo
- 1976 Monsieur Klein (Monsieur Klein)
- 1978 Les Routes du sud
- 1979 Don Giovanni
- 1982 La Truite
- 1985 Steaming